# Île aux Cygnes

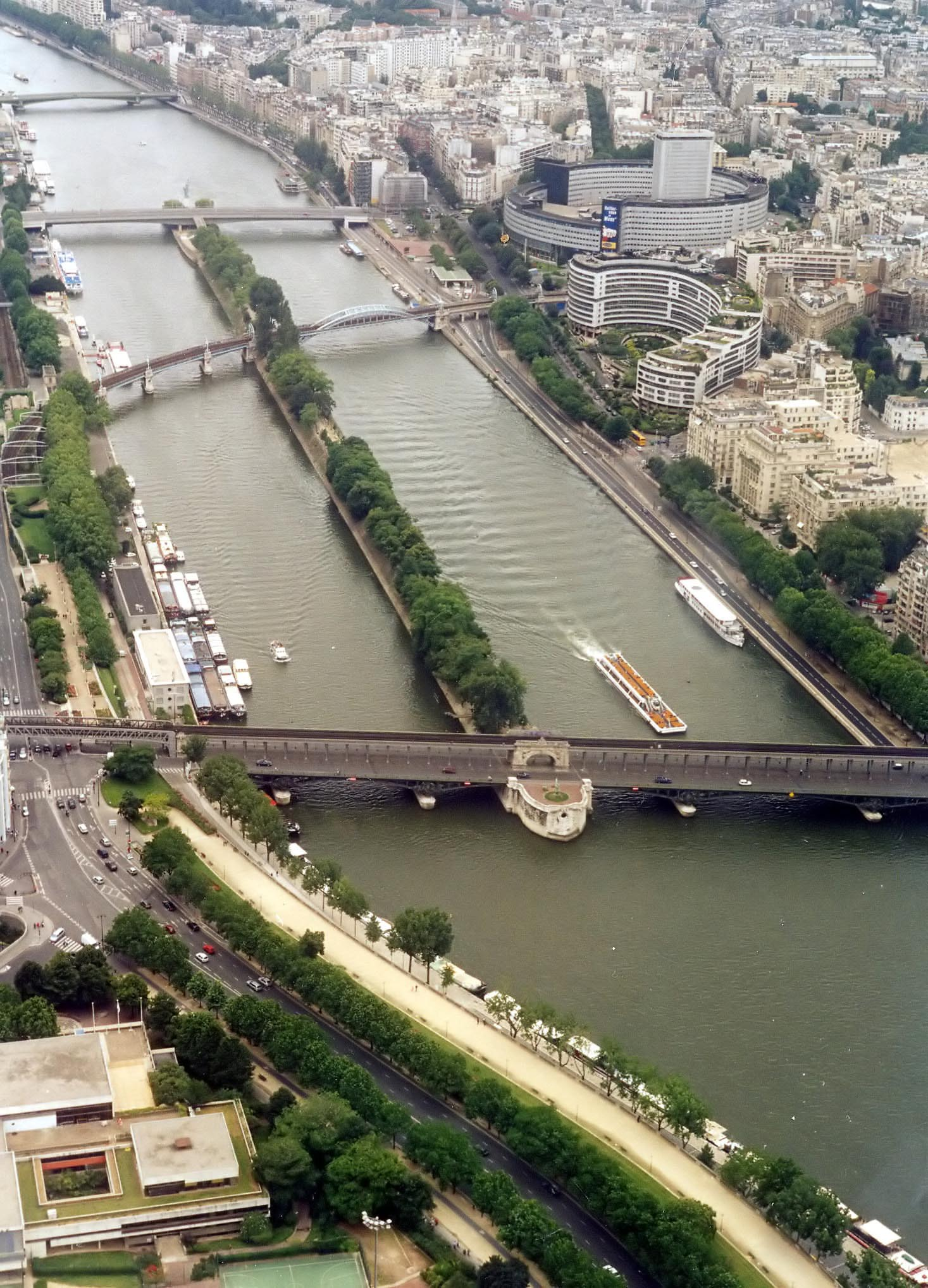
Île aux Cygnes gezien vanaf de Eiffeltoren (2002)

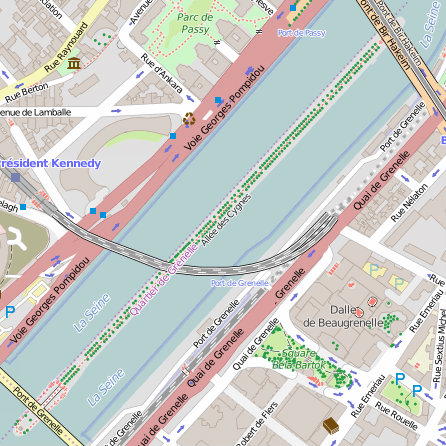
Île aux Cygnes

Île aux Cygnes (Zwaneneiland) is een kunstmatig eiland in de rivier de Seine in Parijs, tussen het 15e en het 16e arrondissement en behoort tot het 15e arrondissement.
Het eiland is 890 meter lang en slechts 20 meter breed. Het eiland ligt tegenover het Maison de Radio France op de rechteroever en aan het Front-de-Seine op de linkeroever.

## Geschiedenis en inrichting
Het eiland was aanvankelijk een dijk, gebouwd in dezelfde tijd als de pont de Grenelle (1827) door de maatschappij die de concessie had verkregen. Het doel was om de haven van Grenelle te beschermen. Pas in 1878 verkreeg het eiland over de gehele lengte een promenade, die de Allée des Cygnes werd genoemd. Deze straat is slechts 11 meter breed en is aan beide zijde omzoomd door een bomenrij.
Het eiland moet niet verward worden met het eerdere Île des Cygnes of Île Maquerelle, waarvan de naam is afgeleid; het eerdere eiland was verbonden met het Champ-de-Mars aan het eind van de 18e eeuw.
In de buurt van het eiland zijn er twee metrostations, Passy en Bir Hakeim. Er zijn drie bruggen op het eiland. Stroomopwaarts worden ze hieronder besproken.

## Replica van het Vrijheidsbeeld
Een replica van het Vrijheidsbeeld, een werk van Frédéric Auguste Bartholdi, werd geplaatst op 15 november 1889, drie jaar na de plaatsing van het origineel in New York (28 oktober 1886). Het beeld werd door de Franse gemeenschap in de Verenigde Staten geschonken om het honderdjarige bestaan van de Franse Revolutie te memoreren.
Het beeld was aanvankelijk gericht naar de Eiffeltoren, met de achterzijde naar de Verenigde Staten om niet met de rug naar het Élysée (het presidentiële paleis) te staan. De maker Bartoldi was het hier niet mee eens. Het beeld werd in 1937 alsnog naar het westen gericht zodat het het Vrijheidsbeeld in New York ‘aankijkt’.
Op de sokkel is een plaquette geplaatst en het boek in de linkerhand draagt de inscriptie « IV Juillet 1776 = XIV Juillet 1789 » respectievelijk de data van de Amerikaanse en de Franse Revolutie.
De replica is 11,50 meter hoog en is een stuk kleiner dan het Amerikaanse origineel van 46,50 meter hoog.

## Pont de Grenelle

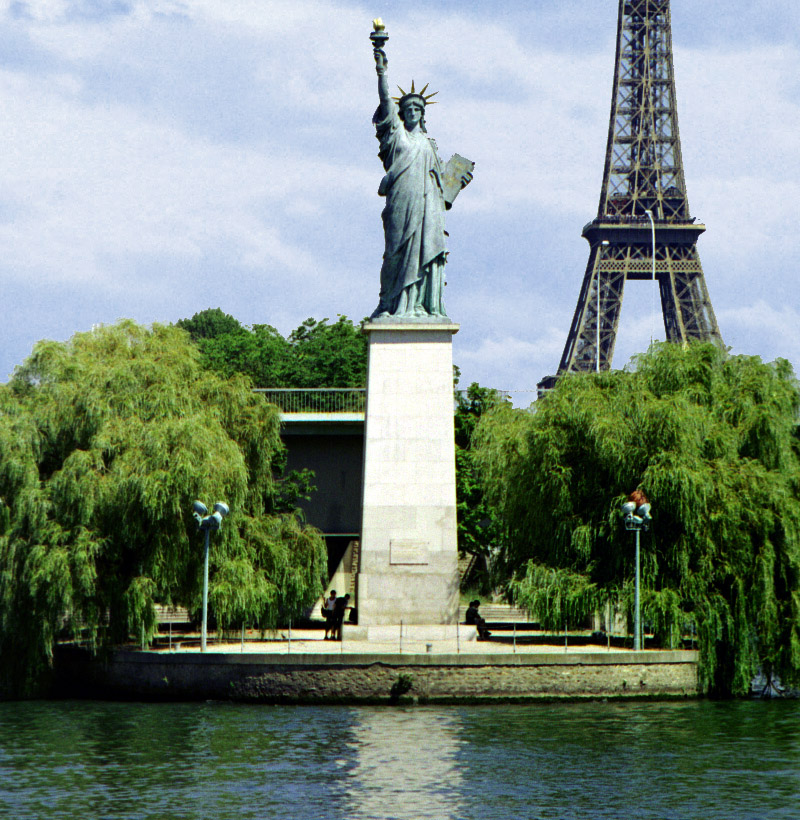
Replica van het Vrijheidsbeeld (2003)

De pont de Grenelle doorsnijdt het eiland op het uiterste deel stroomafwaarts (zuidwest), van waaraf hij toegankelijk is via een loopwerk van 34,5 meter lang.
Deze brug isoleert het stroomafwaarts gelegen punt, waarop een replica van het Vrijheidsbeeld van New York is geplaatst.

## Pont Rouelle

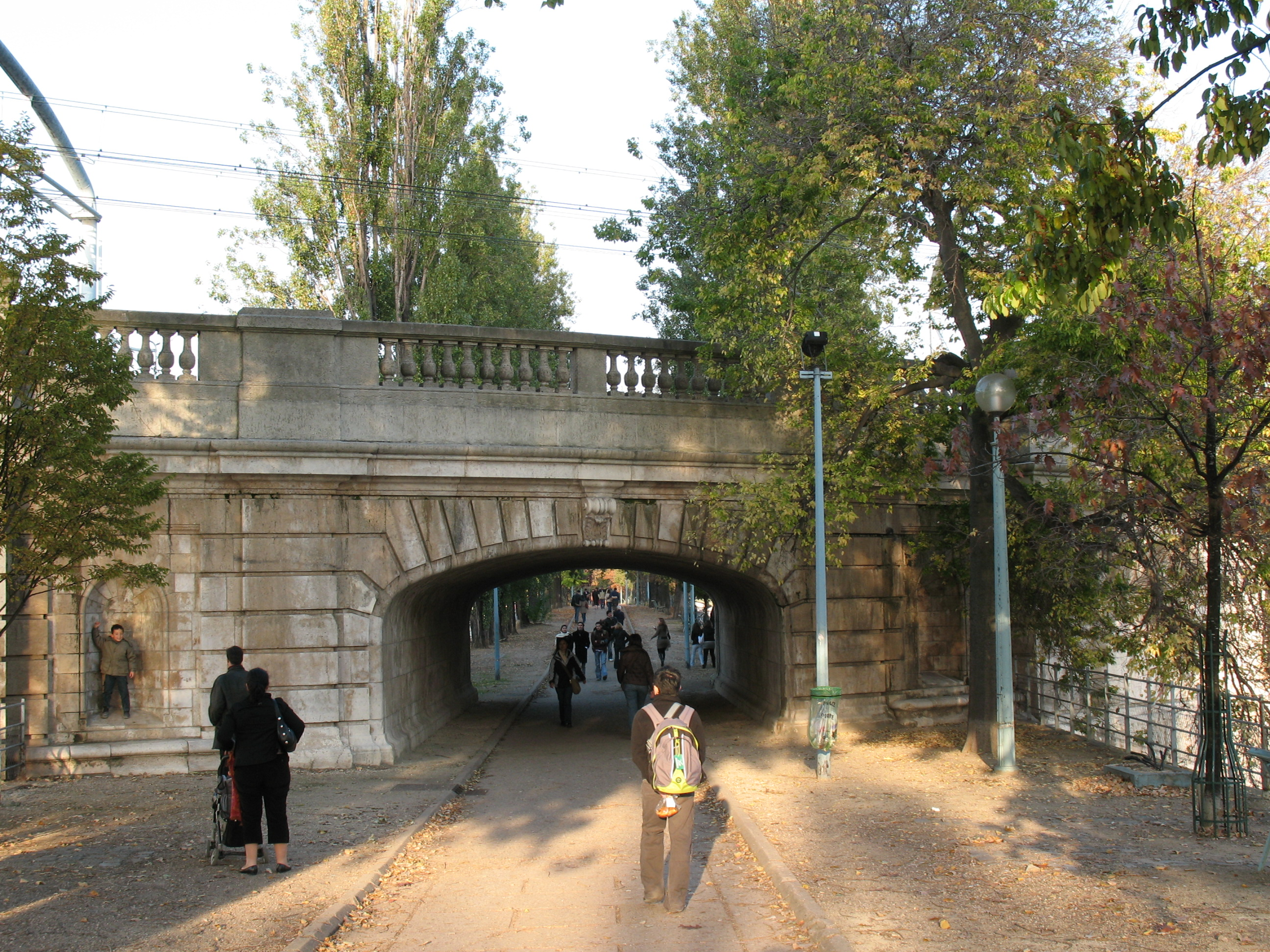
De pont Rouelle over het eiland

De pont Rouelle of SNCF-Passy-Grenelle is ontworpen in een bocht en doorsnijdt het eiland schuin in het midden. Ze draagt de lijn C van de RER. De brug is gemaakt van steen en metalen bogen. De lijn doorkruist het eiland in het midden met een kleine stenen boog als een voetgangerspassage.
De brug is gebouwd voor de wereldtentoonstelling van 1900. Ze werd volledig aan de oorspronkelijke bestemming onttrokken in 1937, maar opnieuw in gebruik genomen in 1988 bij de opening van de noordelijke tak van RER-lijn C.

## Pont de Bir Hakeim
De pont de Bir-Hakeim doorsnijdt het eiland het verst stroomopwaarts (noordoost), dat toegankelijk is met een trap. De brug is samengesteld uit twee niveaus, waarvan de een wegviaduct is en de andere lijn 6 van de metro draagt.
Dit viaduct rust op een stenen boog die aan beide zijden is versierd met sculpturen en hoogreliëf als allegorieën; stroomafwaarts Elektriciteit en Handel door Jean-Antoine Injalbert en stroomopwaarts Wetenschap en Arbeid van Jules Coutan.
De brug isoleert de punt stroomopwaarts van het eiland om een plek te vormen waarop sinds 1930 een allegorisch ruiterstandbeeld staat: La France renaissant, een werk van Wederkinch.